# 松井須磨子
松井 須磨子（まつい すまこ、明治19年〈1886年〉3月8日〈戸籍上は11月1日〉 - 大正8年〈1919年〉1月5日）は、日本の新劇女優、歌手。本名は小林 正子（こばやし まさこ）。
二度の離婚、美容整形とその後遺症に苦しめられながらの名演、島村抱月とのスキャンダル、日本初の歌う女優としてのヒット曲と発禁騒動、そして抱月死後の後追い自殺と、その波乱の短い生涯は多くの小説や映画、テレビドラマとなっている。

## 生涯

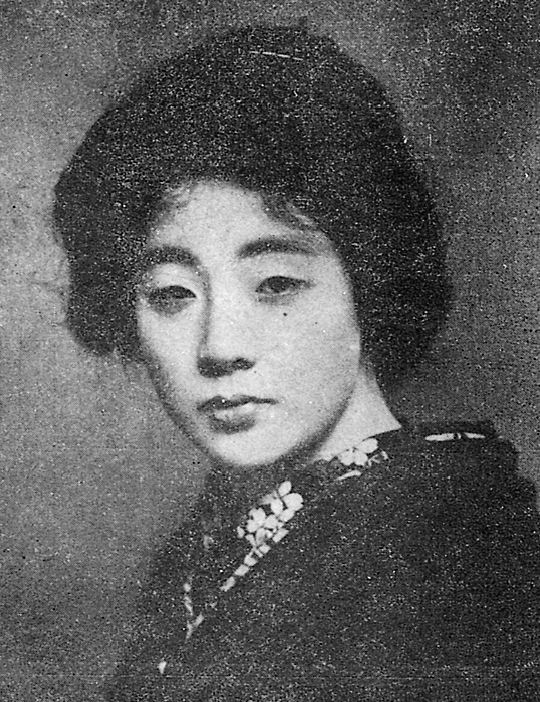
デビュー前の小林正子

### 離婚、女優への執念
長野県埴科郡清野村（現在の長野市松代町清野）に士族小林藤太（旧松代藩士）の五女（九人兄妹の末っ子）、小林正子として生まれる。数え年6歳の時、上田町の長谷川家の養女となり、1900年に上田の尋常小学校を卒業する。しかし養父が亡くなったため実家に戻る。実家に戻った年、実父も亡くなった。数え年17歳の春に麻布飯倉の菓子屋「風月堂」に嫁いでいた姉を頼って上京した後、戸板裁縫学校（現・戸板女子短期大学）に入学する。
1903年、親戚の世話で千葉県木更津の旅館兼小料理屋・鳥飼万蔵と最初の結婚をするが、病気がちを理由に舅に疎まれ、1年で離婚している。この結婚で万蔵から性病をうつされる。その病院通いを通じて東京高等師範学校地歴科の学生で、同郷である埴科坂城町出身の前沢誠助(1880ー1923)と知り合い、1908年に再婚。前沢が同年11月に東京俳優養成所の日本史の講師となったこともあり、この頃より平凡な日常から脱却したいと女優を志願するようになる。
同時期に俳優養成学校に願書を提出し面接を受けるが、鼻が低く顔全体の印象が平坦で華やかさがないことを理由に入学を拒否される。しかし、女優になるという夢を諦めきれなかった須磨子は、当時としては最新の技術であった、鼻筋に蝋を注入する隆鼻術（美容整形手術）を受けている。これにより、現在まで知られる顔になった。その後、俳優養成学校へ入学し念願の女優となった。「日本初の整形美人女優」と称されることがある。しかし、後年はその後遺症に苦しめられる。注入した蝋は比較的軟らかいもので、体温程度でも不安定な状態になり鼻筋からずれてしまうことが多かった。その度に自らの手で押さえていたという。そのようなことが頻繁にあったため体が拒絶反応を起こして鼻を中心に顔全体が腫れて炎症を起こすことがあり、時には痛みで寝込むほどであったが、当時は抜去する手術が確立されていなかったため冷水で絞った手拭いで患部を冷やすことしかできず、ひたすら耐えるしかなかった。後年、恋仲となった島村抱月にその醜態を指摘されることがあったという。

### 二度目の離婚、日本初の「歌う女優」と発禁騒動
1909年、坪内逍遥の文芸協会演劇研究所第1期生となる。演劇研究所の女優募集は、インテリ女性を対象にした当時としては画期的なもので、小学校しか出ておらずさしたる美貌の持ち主でもなかった須磨子には難関であったが、その熱心さと体格と声の良さから別科生として採用され、2年後に卒業した。家事がおろそかになることが多く、1910年10月、前沢と離婚。
1911年5月、文芸協会の第一回公演『ハムレット』でオフェリア役に抜擢され、帝劇デビューを果たして話題を集めた。同年9月、『人形の家』の主人公ノラを演じて認められたが、同作の訳者で演技指導をしていた島村抱月との恋愛が問題となり、文芸協会を追われ、1913年、抱月や沢田正二郎らと芸術座を旗揚げした。1914年、『復活』（トルストイ原作、抱月訳）のカチューシャ役が大当たりし、人気女優となった。須磨子が歌った主題歌「カチューシャの唄（復活唱歌）」（抱月作詞・中山晋平作曲）のレコードが当時2万枚以上を売り上げる大ヒットとなった。須磨子は日本初の歌う女優となった。
1915年、島村抱月とともにロシア帝国のウラジオストクを訪れ、ロシアの劇団との合同講演をプーシキン劇場で行い大好評を博した。また後に流行歌となる「ゴンドラの唄」（吉井勇作詞・中山晋平作曲）を歌唱した。 
1917年、『生ける屍』の主題歌「さすらいの唄」（北原白秋作詞・中山晋平作曲）が大ヒット。レコードは5〜6か月間に27万枚を売り上げた。
1917年に発売したレコード「今度生まれたら」（北原白秋作詞）では、歌詞の中にある「かわい女子（おなご）と寝て暮らそ」の部分が当時の文部省により猥褻扱いされ、須磨子の出身地の長野県をはじめ、山梨県・群馬県・神奈川県・静岡県など各地で発禁となり、日本における発禁レコード第1号となった。皮肉にもかえって売れ行きは伸び、レコード売上は27万枚に達したという。
他にも、アメリカ曲を原曲とする「ばらの娘」や、『沈鐘』の劇中歌「森の娘」などのヒット曲を出す。

### 自殺
1918年11月5日、スペイン風邪で抱月が病死すると、2ヶ月後の1919年1月5日、東京市牛込区横寺町（現在の東京都新宿区横寺町）にあった芸術倶楽部の道具部屋で首吊り自殺を遂げた。有楽座で「カルメン」を公演している最中の出来事で、芸術座は解散に至った。
抱月と不倫関係にあった須磨子は、遺書で抱月の墓へ一緒に埋葬されることを望んでいたが抱月の妻に拒否され、須磨子の墓は長野市松代町清野の小林家墓所（生家の裏山）に、また、新宿区弁天町の多聞院には分骨墓がある。

## 主な出演記録
文芸協会時代
明治44年（1911年）
- 5月 -『ハムレット』（シェイクスピア作、坪内逍遥訳）オフヰリア役。第1回公演、帝国劇場。
- 9月 -『人形の家』（イプセン作、島村抱月訳）ノラ役；『鉢かつぎ姫』（坪内逍遥作）宰相役。文芸協会私演。
- 11〜12月 -『人形の家』再演。第2回公演、帝国劇場。

明治45年（1912年）
- 5月 -『故郷』（ズーダーマン作、島村抱月訳）マグダ役。第3回公演、有楽座。
- 6月 -『運命の人』（バーナード・ショー作、楠山正雄訳）不思議な旅の貴婦人役。文芸協会私演。
- 6月 -『故郷』再演。大阪帝国座。
- 11月 -『二十世紀 [12]』（バーナード・ショー作、楠山正雄訳）グラントン夫人役。第4回公演、有楽座。

大正2年（1913年）
- 2月 -『思ひ出』（マイヤー＝フェルスター作、松居松葉訳）ケティ役。第5回公演、有楽座。

芸術座時代
大正2年（1913年）
- 7月 -『モンナ・ヴァンナ』（メーテルリンク作、島村抱月訳）モンナ・ヴァンナ役；『内部』（メーテルリンク作、秋田雨雀訳）母親役（台詞なし）。第1回公演、有楽座。
- 12月 -『サロメ』（オスカー・ワイルド作、中村吉蔵訳）サロメ役。帝国劇場。

大正3年（1914年）
- 1月 -『海の夫人』（イプセン作、島村抱月訳）エリーダ役；『熊』（チェーホフ作、楠山正雄訳）ヘレエネ役。第2回公演、有楽座。
- 3月 -『復活』（トルストイ原作、アンリ・バタイユ脚色、島村抱月訳）カチューシャ役；『嘲笑』（中村吉蔵作）お千代役。第3回公演、帝国劇場。
- 7月 -『復讐』（島村抱月作）女・役。第1回研究劇、福澤桃介邸内試演場。
- 8月 -『マグダ（故郷）』再演；『ヂオゲネスの誘惑』（シュミットボン作、森鷗外訳）イノ役。夏期臨時公演、歌舞伎座。
- 10月 -『剃刀』（中村吉蔵作）お鹿役；『クレオパトラ』（シェイクスピア原作、島村抱月脚色）クレオパトラ役。第4回公演、帝国劇場。
- 12月 -『人形の家』『剃刀』再演；『結婚申込』（チェーホフ作、仲木貞一訳）娘・役。特別公演、本郷座。

大正4年（1915年）
- 4月 -『飯』（中村吉蔵作）お市役；『その前夜』（ツルゲーネフ作、楠山正雄脚色）エレエナ役[13]；『サロメ』再演。第5回公演、帝国劇場。
- 5月より第1回長期巡演（大阪、京都、神戸、名古屋、北陸、信州、東北、北海道、台湾、朝鮮、ハルピン、ウラジオストク）。

大正5年（1916年）
- 1月 -『真人間』（中村吉蔵作）お品役；『清盛と仏御前』（島村抱月作）仏御前役。大阪浪花座。
- 3月 -『お葉 [14]』お葉役；『清盛と仏御前』再演。第6回公演、帝国劇場。
- 4月 -『復活』『嘲笑』 [15] 再演。第1回新劇普及興行、浅草常盤座。
- 4~5月 -『復活』『サロメ』再演。特別公演、明治座。
- 5月 -『エジポス王』（ソポクレス作、中村吉蔵訳）王妃ヨカスタ役。寄付興行、牛込河田町小笠原伯爵庭園。
- 7月 -『闇の力』（トルストイ作、林久男訳）アニッシャ役。第2回研究劇、牛込横寺町芸術倶楽部。
- 8月 -『マクベス』（シェイクスピア作、坪内逍遥訳）マクベス夫人役。特別公演、両国国技館。
- 9月 -『アンナ・カレニナ』（トルストイ原作、松居松葉脚色）アンナ・カレニナ役。第7回公演、帝国劇場。
- 10月 -『飯』『サロメ』再演。第2回新劇普及興行、常盤座。

大正6年（1917年）
- 1月 -『思い出』『剃刀』再演。二の替り、『爆発』（中村吉蔵作）近子役；『お葉』再演 [16]。第3回新劇普及興行、常盤座。
- 3月 -『ポーラ』（アーサー・ピネロ作、島村抱月訳）ポーラ役。第8回公演、新富座。
- 4月より第2回長期巡演(信州、甲府、名古屋、伊勢、奈良、満州、朝鮮、山陽、山陰、四国）。
- 10~11月 -『お艶と新助』（谷崎潤一郎原作、島村抱月脚色）お艶役；『生ける屍』（トルストイ原作、川村花菱・島村抱月脚色）マーシャ役[17]；『帽子ピン』（中村吉蔵作）お竹役。第9回公演、明治座。

大正7年（1918年）
- 1月より第3回長期巡演（京都、中国、四国、九州）。
- 9月 -『沈鐘』（ハウプトマン作、楠山正雄訳）森の精ラウテンデライン役；『神主の娘』（松居松葉作）朝江役。第10回合同公演、歌舞伎座。
- 10月 -『死と其前後』（有島武郎作）妻・役。第3回研究劇、牛込芸術倶楽部。
- 11月 -『緑の朝』（ダヌンチオ作、小山内薫訳）狂女イサベルラ役。第11回合同公演、明治座。

大正8年（1919年）
- 1月 -『肉店』（中村吉蔵作）お吉役；『カルメン』（メリメ原作、川村花菱脚色）カルメン役。第12回公演、有楽座。

## 著作
- 『復活劇の梗概』「番紅花」1号 1914年（大正3年）3月。 ｰ 「復活」の経緯について自ら記している。
  - 雑誌「番紅花」は、松井の「サロメ」の楽屋に主宰となる尾竹一枝ら同人が集う中で発刊が決められた。
- 『最近の不平』「番紅花」4号 1914年（大正3年）6月。 ｰ 「牡丹刷毛」にも収録。
- 『牡丹刷毛』 新潮社、1914年（大正3年）7月。 全国書誌番号:42009104 NDLJP:914638
- 『忘れ難きことども』「演芸画報」1918年（大正7年）年12月。『忘れ難きことども』：新字新仮名 - 青空文庫 ｰ 島村抱月への弔文

## 松井須磨子を扱った作品

### 書籍
- 『恋の哀史 須磨子の一生―伝記・松井須磨子』（1919年、日本評論社、秋田雨雀著）
- 『女優須磨子』（1947年、高島屋出版部、長田秀雄著）
- 『随筆・松井須磨子 芸術座盛衰記』（1968年、青蛙房、川村花菱著） のち2006年新装版
- 『小説松井須磨子』（1968年、文映社、南郷輝已著）
- 『女優』（1983年、集英社、渡辺淳一著） のち集英社文庫
- 『昭和舞台俳優史 松井須磨子から板東玉三郎まで』（1978年、毎日新聞社）
- 『女優の愛と死 松井須磨子』（1963年、河出書房新社、戸板康二著） のち文春文庫
- 『松井須磨子 日本で初めての近代劇女優』（1989年、郷土出版社、小沢さとし著、田代三善絵）
- 『流行歌の誕生「カチューシャの唄」とその時代』（2010年、吉川弘文館、永嶺重敏著）
- 『松井須磨子物語』（2013年、ほおずき書籍、小沢さとし著）

### 映画
- 『恋の津満子』 （1919年、日活向島、小口忠監督）女形の東猛夫が須磨子役を演じている。
- 『女優須磨子の恋』（1947年、松竹）溝口健二監督、田中絹代主演・山村聡（島村抱月）ほか。
- 『女優』（1947年、東宝）衣笠貞之助監督、山田五十鈴主演・土方与志（島村抱月）ほか。
- 『華の乱』(1988年、東映、深作欣二監督）は与謝野晶子を描いたものだが、舞台公演「復活」上演シーンがある。松坂慶子が須磨子（カチューシャ）役、石橋蓮司が共演者沢田正二郎役、蟹江敬三が脚本家の島村抱月役で出演している。

### ドラマ
- 『風雪』第63話「女優須磨子」（1965年7月1日、NHK）和田勉演出、原知佐子主演・下元勉（島村抱月）ほか。
- 『春の波濤』（1985年・大河ドラマ、NHK）は川上貞奴を描いたものだが、名取裕子が須磨子役で、山本學が島村抱月役で出演している。
- 『殉愛』（1988年・愛の劇場、TBS・松竹）栗原小巻が松井須磨子役で主演、伊藤孝雄が島村抱月役で出演している。

### 舞台
- 『一人芝居「松井須磨子」』（栗原小巻、エイコーン）
- 『須磨子という名の正子～女優・松井須磨子の光と影』（ふじたあさや作・演出、総合劇集団俳優館）
- 『Sumako～或新劇女優探索記～』（岩崎正裕作・演出、劇団太陽族）

### 浪曲
- 『恋の松井須磨子』（天津羽衣口演、門井八郎作詞、久慈ひろし作曲）

### 朗読
- 『オーディオブック 近代美人伝・松井須磨子』（アイ文庫、春日玲朗読、長谷川時雨著）